# Università di Elbasan "Aleksandër Xhuvani"
L'Università di Elbasan "Aleksandër Xhuvani" (in albanese Universiteti i Elbasanit "Aleksandër Xhuvani"; in acronimo UE) è un'università statale albanese con sede a Elbasan.

## Storia
L'università trae origine dalla Scuola normale di Elbasan, fondata nel 1909 su decisione del congresso pedagogico di Elbasan su iniziativa di Luigi Gurakuqi, che ne fu il primo direttore.
La fondazione effettiva dell'università si fa tuttavia risalire alla creazione dell'Istituto pedagogico superiore nel 1971, poi elevato a università nel 1991 e dedicata al pedagogista Aleksandër Xhuvani.

## Struttura
L'università è articolata in cinque facoltà:
- Facoltà di Scienze umane[2]
  - Dipartimento di Linguistica
  - Dipartimento di Letteratura e Giornalismo
  - Dipartimento di Storia e Geografia
  - Dipartimento di Lingue straniere
  - Centro di studi albanologici e balcanologici "Aleks Buda"
- Facoltà di Scienze naturali[3]
  - Dipartimento di Biologia
  - Dipartimento di Chimica
  - Dipartimento di Fisica
  - Dipartimento di Informatica
  - Dipartimento di Matematica
- Facoltà di Scienze dell'educazione[4]
  - Dipartimento di Educazione fisica e Sport
  - Dipartimento di Metodologia didattica
  - Dipartimento di Psicologia
  - Dipartimento di Scienze sociali ed Educazione civica
- Facoltà di Economia e Giurisprudenza[5]
  - Dipartimento di Amministrazione aziendale
  - Dipartimento di Economia
  - Dipartimento di Finanza e Contabilità
  - Dipartimento di Giurisprudenza
  - Dipartimento di Marketing e Ingegneria
  - Centro di ricerca scientifica per la ricerca e lo sviluppo in diritto ed economia
- Facoltà di Scienze mediche tecniche[6]
  - Dipartimento di Affari clinici
  - Dipartimento di Infermieristica
  - Dipartimento di Studi preclinici
  - Dipartimento di specializzazione tecnico-medica

## Rettori
- Vasil Kamami (1971-1984)
- Hysen Shabanaj (1984-1990)
- Agron Tato (1990-1992)
- Mehmet Çeliku (1992-1996)
- Teuta Dilo (1997-1999)
- Jani Dode (10 febbraio 1999-2008)
- Liman Varoshi (2008-2016)
- Skender Topi (26 maggio 2016 - 26 agosto 2024)
- Elvira Fetahu (dal 26 agosto 2024)